# Reese's Peanut Butter Cups

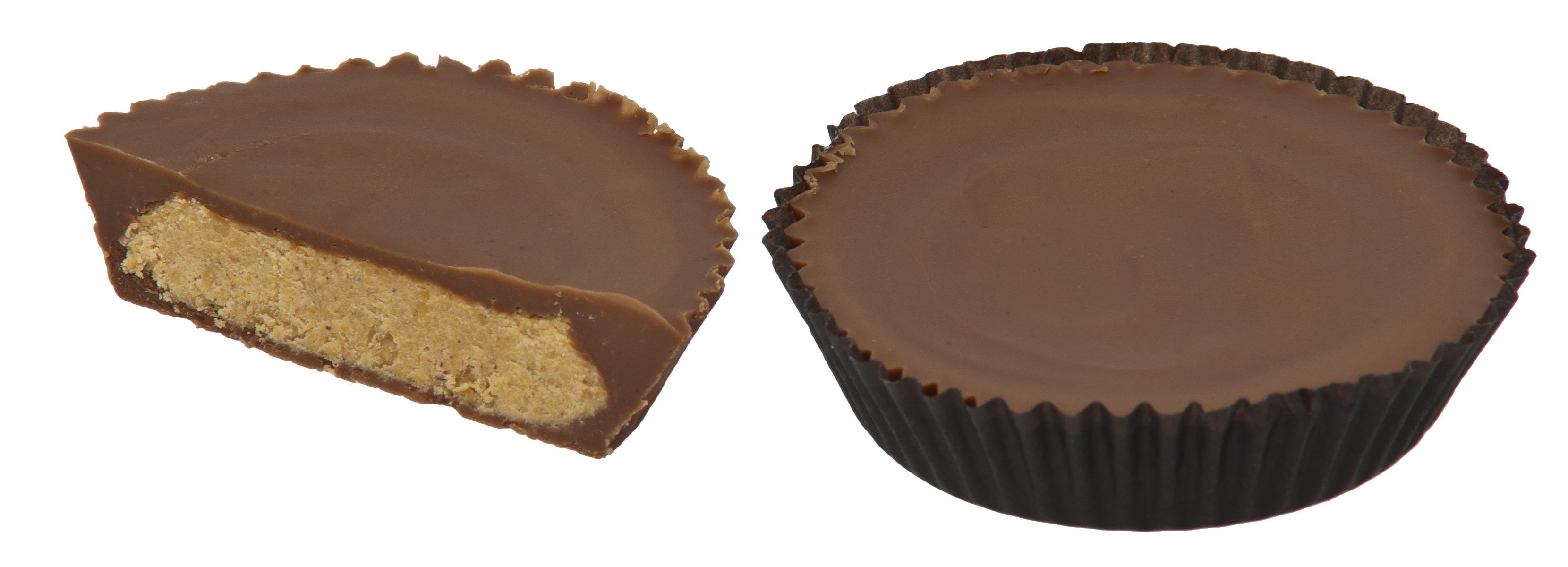

Reese's Peanut Butter Cups zijn Amerikaanse snoepjes bestaande uit een chocoladecup gevuld met pindakaas. Het snoepje wordt op de markt gebracht door The Hershey Company.
De cups werden geïntroduceerd op 15 november 1928 door H. B. Reese, die eerder had gewerkt voor Hershey's. Reese had al twee eerdere pogingen gedaan om zijn eigen snoepbedrijf te beginnen, en de derde poging lukte dankzij het succes van deze cups. Op 2 juli 1963 werd zijn bedrijf Reese’s Company onderdeel van Hershey's.
De Reese's Peanut Butter Cup genereert een jaarlijkse omzet van meer dan 2 miljard dollar voor The Hershey Company, en Reese's Peanut Butter Cups zijn nummer één op de lijst van best verkochte snoepmerken.